# خونيق (غويجة بل)
خونيق (بالفارسية: خونیق) هي منطقة سكنية تقع في إيران في قسم غويجة بل الریفي. يقدر عدد سكانها بـ 783 نسمة .